# Субпрефектура Капела-ду-Сокорру
Субпрефектура Капела-ду-Сокорру (порт. Subprefeitura da Capela do Socorro) — одна з 31 субпрефектури міста Сан-Паулу, розташована на півдні міста. Її повна площа 134,2 км², населення близько 561 тис. мешканців. Складається з трьох округів:
- Сокорру (Socorro)
- Сідаді-Дутра (Cidade Dutra)
- Гражау (Grajaú)